# Choe Chol-man
Choe Chol-man (최철만?, 崔哲萬?; 22 settembre 1985) è un ex calciatore nordcoreano, di ruolo attaccante.